# Cristiano Carlo Reinardo di Leiningen-Dachsburg-Falkenburg-Heidesheim
Cristiano Carlo Reinardo di Leiningen-Dachsburg-Falkenburg-Heidesheim (Mülheim an der Ruhr, 17 luglio 1695 – Heidesheim, 17 novembre 1766) è stato un nobiluomo tedesco.
Fu un bis-bis-bisnonno di Mary di Teck.

## Biografia
Cristiano Carlo Reinardo era il figlio del Conte Giovanni Carlo Augusto di Leiningen-Dagsburg (17 marzo 1662 - 3 novembre 1698), e di sua moglie la Contessa Giovanna Maddalena di Hanau-Lichtenberg (18 dicembre 1660 - 21 agosto 1715).
Dopo la morte prematura del tutore del padre, il Conte Concilio e Commissario John Arnold Kielmann, egli fu investito nel giugno 1701, dall'Elettore Palatino Giovanni Guglielmo della Signoria di Broich. La sua famiglia la abbandonò presto a causa della minaccia della Guerra di successione spagnola allo Schloss Broich.

## Matrimonio e figli
Cristiano Carlo Reinardo sposò il 27 novembre 1726 a Mettenheim, la Contessa Caterina Polissena di Solms-Rödelheim (30 gennaio 1702 - 29 marzo 1765), ed ebbero i seguenti figli:
- Giovanni Carlo Luigi (6 ottobre 1727 ad Heidenheim - 20 marzo 1734)
- Maria Luisa Albertina (16 marzo 1729 ad Heidenheim - 11 marzo 1818 a Neustrelitz)
  - sposò il 16 marzo 1748, il Langravio Giorgio Guglielmo d'Assia-Darmstadt (11 luglio 1722 - 21 giugno 1782)
- Polissena Guglielmina (8 agosto 1730 al Castello di Heidenheim - 21 marzo 1800)
  - sposò il 27 marzo 1752, il Conte Luigi Emich di Leiningen (22 dicembre 1709 - 23 settembre 1766)
- Sofia Carlotta Francesca (28 ottobre 1731 Castello di Heidenheim - 20 gennaio 1781)
- Alessandrina (25 novembre 1732 a Francoforte sul Meno - 4 ottobre 1809)
  - sposò il 25 ottobre 1770 a Francoforte sul Meno, Enrico XI, Principe Reuss di Greiz (18 marzo 1722 - 28 giugno 1800)
- Carolina Felicita (22 maggio 1734 in Heidenheim - 8 maggio 1810 a Francoforte sul Meno)
  - sposò il 16 aprile 1760, Carlo Guglielmo, Principe di Nassau-Usingen (9 novembre 1735 - 17 maggio 1803)
    - Figlia: Principessa Carolina di Nassau-Usingen (1762–1823)
      - sposò il Langravio Federico d'Assia-Kassel (1747–1837)

## Ascendenza
|                                                                       |                                        |                                              | Genitori                                |  |  | Nonni |  |  | Bisnonni                                      |  |  | Trisnonni                                        |  |
|                                                                       |                                        |                                              |                                         |  |  |       |  |  | Emich XIII von Leiningen-Dachsburg-Falkenburg |  |  | Johann Ludwig von Leiningen-Dachsburg-Falkenburg |  |
|                                                                       |                                        |                                              |                                         |  |  |       |  |  | Emich XIII von Leiningen-Dachsburg-Falkenburg |  |  | Johann Ludwig von Leiningen-Dachsburg-Falkenburg |  |
|                                                                       |                                        | Maria Barbara von Sulz                       |                                         |  |  |       |  |  | Emich XIII von Leiningen-Dachsburg-Falkenburg |  |  |                                                  |  |
| Georg Wilhelm von Leiningen-Dachsburg-Falkenburg                      |                                        |                                              |                                         |  |  |       |  |  | Emich XIII von Leiningen-Dachsburg-Falkenburg |  |  |                                                  |  |
|                                                                       |                                        | Christiane zu Solms-Laubach                  | Albert Otto von Solms-Laubach           |  |  |       |  |  |                                               |  |  |                                                  |  |
|                                                                       |                                        | Christiane zu Solms-Laubach                  | Albert Otto von Solms-Laubach           |  |  |       |  |  |                                               |  |  |                                                  |  |
|                                                                       |                                        | Christiane zu Solms-Laubach                  | Anna von Hessen-Darmstadt               |  |  |       |  |  |                                               |  |  |                                                  |  |
| Johann von Leiningen-Dachsburg-Falkenburg                             |                                        | Christiane zu Solms-Laubach                  |                                         |  |  |       |  |  |                                               |  |  |                                                  |  |
|                                                                       |                                        | Wilhelm Wirich von Daun-Falkenstein          | Johann Adolf von Daun-Falkenstein       |  |  |       |  |  |                                               |  |  |                                                  |  |
|                                                                       |                                        | Wilhelm Wirich von Daun-Falkenstein          | Johann Adolf von Daun-Falkenstein       |  |  |       |  |  |                                               |  |  |                                                  |  |
|                                                                       |                                        | Wilhelm Wirich von Daun-Falkenstein          | Anna Maria von Nassau-Siegen            |  |  |       |  |  |                                               |  |  |                                                  |  |
| Anne Elisabeth von Daun-Falkenstein                                   |                                        | Wilhelm Wirich von Daun-Falkenstein          |                                         |  |  |       |  |  |                                               |  |  |                                                  |  |
|                                                                       |                                        | Elisabeth von Waldeck                        | Christian von Waldeck                   |  |  |       |  |  |                                               |  |  |                                                  |  |
|                                                                       |                                        | Elisabeth von Waldeck                        | Christian von Waldeck                   |  |  |       |  |  |                                               |  |  |                                                  |  |
|                                                                       |                                        | Elisabeth von Waldeck                        | Elisabeth von Nassau-Siegen             |  |  |       |  |  |                                               |  |  |                                                  |  |
| Christian Carl Reinhard von Leiningen-Dachsburg-Falkenburg-Heidesheim |                                        | Elisabeth von Waldeck                        |                                         |  |  |       |  |  |                                               |  |  |                                                  |  |
|                                                                       | Philipp Wolfgang von Hanau-Lichtenberg | Johann Reinhard I von Hanau-Lichtenberg      |                                         |  |  |       |  |  |                                               |  |  |                                                  |  |
|                                                                       | Philipp Wolfgang von Hanau-Lichtenberg | Johann Reinhard I von Hanau-Lichtenberg      |                                         |  |  |       |  |  |                                               |  |  |                                                  |  |
|                                                                       | Philipp Wolfgang von Hanau-Lichtenberg | Maria Elisabeth von Hohenlohe-Neuenstein     |                                         |  |  |       |  |  |                                               |  |  |                                                  |  |
| Johann Reinhard II von Hanau-Lichtenberg                              | Philipp Wolfgang von Hanau-Lichtenberg |                                              |                                         |  |  |       |  |  |                                               |  |  |                                                  |  |
|                                                                       |                                        | Johanna von Öttingen                         | Ludwig Eberhard von Öttingen            |  |  |       |  |  |                                               |  |  |                                                  |  |
|                                                                       |                                        | Johanna von Öttingen                         | Ludwig Eberhard von Öttingen            |  |  |       |  |  |                                               |  |  |                                                  |  |
|                                                                       |                                        | Johanna von Öttingen                         | Margareta von Erbach                    |  |  |       |  |  |                                               |  |  |                                                  |  |
| Johanna Magdalene von Hanau-Lichtenberg                               |                                        | Johanna von Öttingen                         |                                         |  |  |       |  |  |                                               |  |  |                                                  |  |
|                                                                       |                                        | Christian I von Pfalz-Birkenfeld-Bischweiler | Karl I von Pfalz-Zweibrücken-Birkenfeld |  |  |       |  |  |                                               |  |  |                                                  |  |
|                                                                       |                                        | Christian I von Pfalz-Birkenfeld-Bischweiler | Karl I von Pfalz-Zweibrücken-Birkenfeld |  |  |       |  |  |                                               |  |  |                                                  |  |
|                                                                       |                                        | Christian I von Pfalz-Birkenfeld-Bischweiler | Dorothea von Brunswick-Lüneburg         |  |  |       |  |  |                                               |  |  |                                                  |  |
| Anna Magdalena von Birkenfeld-Bischweiler                             |                                        | Christian I von Pfalz-Birkenfeld-Bischweiler |                                         |  |  |       |  |  |                                               |  |  |                                                  |  |
|                                                                       |                                        | Magdalena Katharina von Pfalz-Zweibrücken    | Johann II von Pfalz-Zweibrücken         |  |  |       |  |  |                                               |  |  |                                                  |  |
|                                                                       |                                        | Magdalena Katharina von Pfalz-Zweibrücken    | Johann II von Pfalz-Zweibrücken         |  |  |       |  |  |                                               |  |  |                                                  |  |
|                                                                       |                                        | Magdalena Katharina von Pfalz-Zweibrücken    | Catherine de Rohan                      |  |  |       |  |  |                                               |  |  |                                                  |  |
|                                                                       |                                        | Magdalena Katharina von Pfalz-Zweibrücken    |                                         |  |  |       |  |  |                                               |  |  |                                                  |  |